# Mount Henderson (Britannia Range)
Mount Henderson ist ein 2661 m hoher und markanter Berg in Ostantarktika. Er ragt 8 km westlich des Mount Olympus und 18 km nordöstlich des Vantage Hill in der Britannia Range des Transantarktischen Gebirges auf.
Entdeckt wurde der Berg von der Südgruppe der Discovery-Expedition (1901–1904) unter der Leitung des britischen Polarforschers Robert Falcon Scott. Dieser benannte den Berg nach Reginald Friend Hannam Henderson (1846–1932), Konteradmiral der Royal Navy.